# Adrien Silva
Adrien Sébastien Perruchet da Silva (* 15. března 1989 Angoulême) je portugalský fotbalista narozený ve Francii. Nastupuje zejména jako střední záložník. Od roku 2014 hraje za portugalskou reprezentaci, odehrál za ni 26 utkání, v nichž vstřelil jednu branku (do sítě Mexika na Konfederačním poháru v roce 2017). Stal se s ní mistrem Evropy v roce 2016 a získal bronz na Konfederačním poháru 2017. Hrál též na mistrovství světa 2018 (Portugalci vypadli v osmifinále). Hrál za Sporting Lisabon (2007–2018; při tom hostování v Makabi Haifa a v Coimbře), Leicester City (2018–2020; při tom hostování v AS Monaco), od roku 2020 je na soupisce Sampdorie Janov.